# 4607 Seilandfarm
4607 Seilandfarm este un asteroid din centura principală, descoperit pe 25 noiembrie 1987 de Kin Endate și Kazuo Watanabe.